# Marcel Strebel
Pour les articles homonymes, voir Strebel.
Marcel Strebel est un leader suisse d'extrême droite (canton de Schwytz) né en 1950 et tué par balles le 22 juillet 2001 à Berthoud. 

## Le Front patriotique
En 1988, Marcel Strebel fonde le Front patriotique, ou Patriotische Front (PF), avec entre autres Otto Rüttiman, Otto Röllin et Peter Klüser. Il s'inspire des mouvements des Fronts qui ont existé en Suisse dans les années 1930. Le siège du PF est établi à Schwyz mais il semble avoir eu plusieurs antennes en Suisse alémanique. Dès 1989, le groupe fait parler de lui par ses rassemblements et des attentats dirigés contre des centres de réfugiés. 
Le FP aurait compté environ 350 membres actifs, résidant tous en Suisse centrale. Le mouvement n'a jamais édité aucune publication.
Em mars 1990, le conseiller national socialiste Jean Ziegler réclame l'interdiction du Front patriotique, qu'il qualifie de « ramassis d'assassins et de tueurs ». Le Conseil national rejette la motion par 70 voix contre 14.
Le mouvement disparaît en 1995.